# Первомайское сельское поселение (Эртильский район)
Первомайское сельское поселение — муниципальное образование в Эртильском районе Воронежской области.
Административный центр поселения — посёлок Первомайский.

## Административное деление
В состав поселения входят:
- посёлок Первомайский,
- посёлок Возрождение,
- посёлок Ивановка,
- посёлок Комсомольское,
- посёлок Михайлов,
- посёлок Октябрьский,
- посёлок Орляновка,
- посёлок Сергеевка.